# Josip Bitežnik
Josip Bitežnik, italianizzato in Giuseppe Biteznik (Salcano, 29 maggio 1891 – Gorizia, 22 dicembre 1960), è stato un politico e giurista austriaco naturalizzato italiano di etnia slovena.

## Biografia
Dopo aver completato una scuola popolare a Salcano e il ginnasio a Gorizia, studiò legge all'Università di Graz e all'Università di Vienna. Nel 1914 con lo scoppio della prima guerra mondiale entrò nell'Esercito austroungarico e venne catturato sul fronte della Galizia nel 1916. Rimase in prigionia fino al 1919. Nel 1920 ricevette il dottorato all'Università di Zagabria e nel 1921 tornò a Gorizia. Nel decennio 1921-1931 fu molto attivo in un'organizzazione sociale cristiana per la minoranza slovena. Come studente di Janez Evangelist Krek, si dedicò alle questioni sociali nel territorio del Goriziano. Partecipò anche all'Associazione di stampa cattolica slovena, all'Associazione cooperativa e all'Associazione educativa di Gorizia, ed è stato Segretario dell'Unione degli agricoltori sloveni. Nel 1922 entrò in disaccordo con l'associazione politica Edinost a Trieste, quindi fondò un'associazione politica indipendente a Gorizia e ne venne eletto segretario.
Si candidò alle elezioni del 1924 nella Circoscrizione Venezia Giulia all'interno delle Liste di slavi e di tedeschi per la Camera dei deputati ma non venne eletto. Nel 1930, quando il fascismo impediva ogni attività alla minoranza slovena, si ritirò a Vienna, dove lavorò per diversi anni nel risolvere problemi di minoranza europea. Nel 1937 emigrò nel Regno di Jugoslavia e ha continuato il suo lavoro di giurista inizialmente a Maribor (1937-1939), poi a Lubiana (1939-1941) e infine a Belgrado (1941-1945). Durante la seconda guerra mondiale e l'occupazione della Jugoslavia si avvicinò alla resistenza con un gruppo organizzato di rappresentanti del campo politico cattolico sloveno a Belgrado. Tornato da Belgrado, si trasferì nuovamente a Lubiana e tornò a Gorizia nel 1946 anche in seguito alla nascita della Repubblica Federativa Popolare di Jugoslavia con Tito.
Gli ultimi si dedicò ai giovani e come professore, dapprima insegnò sloveno, poi in un ginnasio inferiore. Gradualmente iniziò ad agire politicamente di nuovo nel quadro dell'Alleanza socialista cristiana slovena a Trieste.
Morì a Gorizia nel 1960 a 69 anni d'età.